# UFC Fight Night: Covington vs. Woodley
UFC Fight Night: Covington vs. Woodley (también conocido como UFC Fight Night 178, UFC on ESPN+ 36 y UFC Vegas 11) fue un evento de artes marciales mixtas producido por Ultimate Fighting Championship que tuvo lugar el 19 de septiembre de 2020 en las instalaciones del UFC Apex en Enterprise, Nevada, parte del área metropolitana de Las Vegas, Estados Unidos.

## Antecedentes
En un principio se esperaba que el evento tuviera lugar el 26 de septiembre, pero se adelantó una semana. UFC 253 se celebró en la fecha anterior.
Los responsables de la UFC habían apuntado inicialmente a un combate de peso wélter entre el ex Campeón de Peso Wélter de la UFC Tyron Woodley y el ex campeón interino Colby Covington para que sirviera de evento estelar de la cartelera del evento UFC on ESPN: Munhoz vs. Edgar, pero Woodley anunció que la fecha no le daba el tiempo suficiente para prepararse debido a las lesiones sufridas durante su más reciente pelea. El emparejamiento encabezó este evento.
Se esperaba un combate de peso pesado entre Ciryl Gane y Shamil Abdurakhimov en este evento. El emparejamiento estaba programado originalmente para UFC 249, pero Gane se vio obligado a retirarse del evento tras sufrir un neumotórax en el entrenamiento. Posteriormente, el emparejamiento fue reprogramado para UFC 251 y cancelado por segunda vez ya que Abdurakhimov fue retirado del combate por razones no reveladas. Más tarde fueron reagrupados para UFC 253, antes de que finalmente el combate fuera trasladado a este evento. A su vez, el combate volvió a cambiar por razones no reveladas y se esperaba que tuviera lugar cuatro semanas después en UFC Fight Night: Ortega vs. The Korean Zombie.
El combate de peso mosca entre Jordan Espinosa y David Dvořák estaba previsto para UFC 253, pero posteriormente se cambió para este evento por razones no reveladas.
Estaba previsto un combate de peso wélter entre Mickey Gall y Miguel Baeza. Sin embargo, Gall se retiró el 11 de septiembre por una lesión. Fue sustituido por Jeremiah Wells. El 17 de septiembre se anunció la cancelación del combate por razones no reveladas.
Estaba previsto un combate de peso pluma entre Mirsad Bektić y Luiz Eduardo Garagorri. Sin embargo, Garagorri fue retirado del combate el 15 de septiembre después de que un esquinero suyo diera positivo por COVID-19. Bektić se enfrentó al veterano Damon Jackson, que regresaba a la competición.

## Resultados
1. ↑  A Price se le descontó un punto en el primer asalto por repetidos golpes en los ojos. Originalmente un empate mayoritario (29-27, 28-28, 28-28); anulado después de que Price diera positivo en la prueba de carboxi THC.

## Premios de bonificación
Los siguientes luchadores recibieron bonificaciones de $50000 dólares.
- Pelea de la Noche: No se concedió ninguna bonificación.
- Actuación de la Noche: Khamzat Chimaev, Mackenzie Dern, Damon Jackson y Randy Costa

## Consecuencias
El 4 de noviembre, se anunció que la Comisión Atlética del Estado de Nevada (NSAC) emitió una suspensión temporal para Niko Price, después de que diera positivo por carboxi THC en una prueba de drogas relacionada con su pelea. Un mes más tarde, el 4 de noviembre, Price fue suspendido oficialmente por seis meses con carácter retroactivo a la fecha de la pelea, y el resultado del combate fue anulado por no haberse disputado debido a la infracción. Se le impuso una multa de $8500 dólares y, antes de que se le vuelva a conceder la licencia en Las Vegas, Price también tendrá que pagar una tasa de procesamiento de $145.36 dólares.